# Elezioni presidenziali in Gabon del 2009
Le elezioni presidenziali in Gabon del 2009 si tennero il 30 agosto; indette in seguito alla morte del Presidente Omar Bongo, il cui mandato sarebbe scaduto nel 2012, videro la vittoria del figlio Ali Bongo Ondimba.

## Risultati
| Candidati                       | Partiti                                         | Voti    | %     |
| ------------------------------- | ----------------------------------------------- | ------- | ----- |
| Ali Bongo Ondimba               | Partito Democratico Gabonese                    | 141 952 | 41,73 |
| André Mba Obame                 | Indipendente                                    | 88 026  | 25,88 |
| Pierre Mamboundou               | Unione del Popolo Gabonese                      | 85 797  | 25,22 |
| Zacharie Myboto                 | Unione Gabonese per la Democrazia e lo Sviluppo | 13 418  | 3,94  |
| Casimir Oyé-Mba                 | Indipendente                                    | 3 118   | 0,92  |
| Pierre-Claver Maganga-Moussavou | Partito Social Democratico                      | 2 576   | 0,76  |
| Altri <1000 voti                | -                                               | 5 275   | 1,55  |
| Totale                          | Totale                                          | 340 162 | 100   |

- Secondo i dati ufficiali, i voti validi sono 340.178 e non 340.162.
- La Corte costituzionale ha successivamente annullato i risultati relativi alla circoscrizione di Beirut (elettori all'estero).